# Ferrari 250 TR
Ferrari 250 TR, также 250 Testa Rossa (с итал. — «красная голова»), — двухместный спортивный автомобиль, разработанный специально для участия в гонках World Sportscar Championship. В пределах 1957-1961 годов было изготовлено 34 единицы данной модели. На автомобиле выиграно 11 этапов данного Чемпионата, в том числе трижды гонка 24 часа Ле Мана.

## Модификации
- Автомобиль впервые представлен в гонке 1000 км Аргентины в январе 1958 года.[2] Дизайн лёгкого алюминиевого корпуса был разработан компаниями Pininfarina и Scaglietti. 12-цилиндровый V-образный двигатель объёмом в три литра мог выдавать 7200 оборотов в минуту, которые, благодаря четырёхступенчатой коробке передач, приводили в движение заднюю ось. Всего было выпущено 19 машин для коммерческих целей и 2 заводских модели.
- TR 58 претерпел небольшие изменения в конструкции и дизайне, выпущено 4 машины.
- TR 59 имел пятиступенчатую коробку передач, выпущено 5 машин.
- TR 59/60, колёсная база сокращена с 2350 до 2280 мм, ветровое стекло стало более высоким, выпущено 3 машины.
- TRI 60, колёсная база сокращена до 2250 мм, двигатель установлен за пятиступенчатой коробкой передач, выпущено 2 машины.
- TR 61, установлена новая решётка кузова, колёсная база составила 2324 мм, выпущено 3 машины.

## Участие в WSC
В гонках Чемпионата автомобиль стал основным для Ferrari на пять последовательных сезонов 1958-1962 годов и позволил выиграть три из них: 1958, 1960 и 1961 годов.
Победы на этапах
- 1000 км Аргентины[англ.] 1958 года. 1 этап. Экипаж — Питер Коллинз и Филл Хилл.
- 12 часов Себринга	1958 года. 2 этап. Экипаж — Питер Коллинз и Филл Хилл.
- Тарга Флорио 1958 года. 3 этап. Экипаж — Луиджи Муссо и Оливье Жендебьен.
- 24 часа Ле Мана 1958 года. 5 этап. Экипаж — Оливье Жендебьен и Фил Хилл.
- 12 часов Себринга	1959 года. 1 этап. Экипаж — Жендебьен/Хилл/Дэйг/Герни
- 1000 км Аргентины 1960 года. 1 этап. Экипаж — Фил Хилл и Клиф Эллисон.
- 24 часа Ле Мана 1960 года. 5 этап. Экипаж — Оливье Жендебьен и Поль Фрэр.
- 12 часов Себринга 1961 года. 1 этап. Экипаж — Оливье Жендебьен и Фил Хилл.
- 24 часа Ле Мана 1961 года. 4 этап. Экипаж — Оливье Жендебьен и Фил Хилл.
- 4 часа Пескары 1961 года. 5 этап. Экипаж — Лоренцо Бандини и Джорджио Скарлатти.
- 12 часов Себринга 1962 года. 1 этап. Экипаж — Йо Боннье и Люсьен Бьянки.

- 250 TR 1961 г.в. (Бостонский музей изящных искусств)
- Вид спереди
- Двигатель V-12

## Интересные факты
20 августа 2011 года на аукционе Goodings & Company автомобиль 1958 года выпуска данной модели был продан за 16,4 миллиона долларов, установив таким образом ценовой рекорд для машин, проданных на аукционе.